# 皮里奇 (密蘇里州)
皮里奇（英語：Pea Ridge）是位於美國密蘇里州華盛頓縣的鬼鎮。

## 歷史
皮里奇的郵局於1911年設立，其後於1932年停運。

## 地理
皮里奇所處的海拔為高於海平面240米（即787英呎），而該地所採用的時區為UTC-6，即北美中部時區（CST）。同時該地設有夏令時間，為UTC-6調快一小時，即UTC-5（CDT）。